# داینو کرایسیس ۲
داینو کرایسیس ۲ (به انگلیسی: Dino Crisis ۲) و (به ژاپنی: ディノ クライシス۲, Dino Kuraishisu Tsū) نام یک بازی ویدئویی در سبک اکشن-ماجراجویی و عنوان دومین نسخه از مجموعه بازی‌های داینو کرایسیس است که توسط شرکت کپ‌کام برای نخستین بار برای کنسول پلی‌استیشن در ۱۳ سپتامبر ۲۰۰۰ در ژاپن منتشر شد. این بازی در سال ۲۰۰۲ برای مایکروسافت ویندوز نیز طراحی و منتشر شد و همچنین در سال ۲۰۱۱ از طریق پلی‌استیشن نتورک در دسترس قرار گرفت.

## داستان
داستان این نسخه در ادامهٔ قسمت اول روایت می‌شود. رجینا پس از داستان‌های بازی پیشین، این بار در یک مأموریت جدید قرار می‌گیرد. شخصیت‌های جدیدی نیز مانند دیلان مورتون (به انگلیسی: Dylan Morton) به بازی افزوده شده است که رجینا را در انجام مأموریتش یاری می‌کنند. رخدادهای این بازی یک سال پس از رویدادهای بازی پیشین و در سال ۲۰۱۰ انجام می‌گیرد و مکان‌های شکل‌گیری داستان، در دوران ژوراسیک است و رجینا و سایر افراد تیم او، به همراه مرکز تحقیقاتی‌شان، به اعماق تاریخ افتاده و وارد دوران ژوراسیک شده‌اند.

## شخصیت‌ها
رجینا
دیلن مورتون
دیوید
پاولا

## فروش
نسخه منتشر شده برای کنسول پلی‌استیشن این بازی، ۱٫۱۹ میلیون نسخه به فروش رسید.

## بازتاب‌ها
| گردآورنده  | امتیاز                   |
| ---------- | ------------------------ |
| گیم‌رنکینگز | (PS1) ۸۰٫۷۰٪ (PC) 57.33% |
| متاکریتیک  | ۸۶/۱۰۰                   |

| ناشر       | امتیاز       |
| ---------- | ------------ |
| گیم‌پرو     | (PS1) ۵/۵    |
| گیم رولیشن | (PS1) B      |
| گیم‌اسپات   | (PS1) ۹٫۲/۱۰ |
| آی‌جی‌ان     | (PS1) ۹٫۳/۱۰ |

داینو کرایسیس ۲ از سایت‌های معتبر بازی امتیازات بالایی کسب کرد. وبگاه گیم‌اسپات و آی‌جی‌ان به ترتیب امتیازهای ۹٫۲ و ۹٬۳ از ۱۰ را به این بازی اختصاص دادند.